# 領主植民地
領主植民地（りょうしゅしょくみんち、英: Proprietary colony）は、イギリス（イングランド）において国王より特許（勅許、Charter）を受けた貴族や貴族のグループ（領主）によって建設・経営された植民地のこと。特に17-18世紀の北アメリカのものを指す。イギリスの植民地の統治形態の類型の1つであり、他に王冠植民地・自治植民地（特許植民地）がある。領主は植民地に立法権や徴税権など封建領主に近い権限を形式的には持っていたが、広大な土地と民衆の抵抗によってほぼ有名無実であった。また、領主は本国にいることが多く、実際の統治は領主の委託を受けた現地の行政長官（植民地によって職名は変わる）が行った。なお、国王より特許を受けて建設されるが、一般には特許植民地とは区別し、これに含めない。
17世紀までは貴族や法人に特許を与える植民地がポピュラーであったが、17世紀後半より中央集権化が始まり、徐々に国王直属の役人によって統治される王冠植民地に転換されていった。13植民地のうち、領主植民地として建設されたものは8つ（ニューヨーク・ニュージャージー・ペンシルベニア・デラウェア・メリーランド・ノースカロライナ・サウスカロライナ・ジョージア）であったが、アメリカ独立時に領主植民地であったものはペンシルベニア、デラウェア、メリーランドの3つだけであった。